# Nita Patel
Nita Patel (Sojitra, 1965) es una médica y vacunóloga estadounidense de origen indio. Supervisó el desarrollo de la vacuna de Novavax contra la COVID-19.

## Trayectoria
Patel nació en Sojitra, un pueblo agrícola en Guyarat. Cuando tenía cuatro años, su padre contrajo tuberculosis y estuvo a punto de morir. Esta experiencia motivó a Patel a convertirse en médico e intentar encontrar una cura para la tuberculosis. Patel estudió en la Universidad Sardar Patel. Recibió varias becas y trabajó para obtener su educación de posgrado tanto en la India como en los Estados Unidos. 
Después de obtener su maestría en biotecnología, Patel se mudó a Gaithersburg, Maryland, donde trabajó para MedImmune, una empresa que buscaba crear vacunas para la tuberculosis, el virus sincitial respiratorio y la enfermedad de Lyme. Fue el decimosexto miembro del equipo de MedImmune. Más tarde, la empresa finalmente fue adquirida por AstraZeneca.
En 2015, Patel dejó AstraZeneca para unirse a Novavax, una empresa emergente de biotecnología en Maryland. Su investigación considera el descubrimiento de anticuerpos y el desarrollo de vacunas. Supervisó el desarrollo de la vacuna de Novavax contra la COVID-19 y dirigió un equipo de mujeres. Después de que Patel recibiera la proteína espiga del SARS-CoV-2 en febrero de 2020, diseñó y caracterizó más de veinte variantes de la proteína. Esto implicó identificar los lugares donde los anticuerpos se unen a la proteína y desarrollar pruebas para verificar si el pico es consistente entre las plantas de fabricación. Las vacunas desarrolladas por Patel y Novavax utilizan ADN recombinante. Se les otorgó un contrato de 1,6 mil millones de dólares para realizar ensayos clínicos. En 2021, se demostró que la vacuna tiene una eficacia del 89 % en grandes ensayos en el Reino Unido.